# Mistrzostwa Polski w Szermierce 2025
Mistrzostwa Polski w Szermierce 2024 – 96. edycja indywidualnie i 85. edycja drużynowych mistrzostw Polski odbyła się w dniach 30 maja – 2 czerwca 2025 w Sosnowcu (szpada) (szabla) (floret).

## Medaliści

### kobiety
| Konkurencja:            | Złoto:                                                                               | Srebro:                                                                                      | Brąz:                                                                                    |
| Medalistki indywidualne |                                                                                      |                                                                                              |                                                                                          |
| floret                  | Hanna Wojtaś (AZS AWFiS Gdańsk)                                                      | Dominika Wasilczuk (AZS AWF Warszawa)                                                        | Martyna Jelińska (AZS AWF Poznań) Karolina Żurawska (AZS UAM Poznań)                     |
| szabla                  | Zuzanna Cieślar (Zagłębiowski Klub Szermierczy)                                      | Angelika Wątor (Zagłębiowski Klub Szermierczy)                                               | Daria Skonieczna (UKS Szabla Ząbki) Karolina Cieślar (Zagłębiowski Klub Szermierczy)     |
| szpada                  | Alicja Klasik (RMKS Rybnik)                                                          | Cecylia Cieślik (AZS AWF Katowice)                                                           | Zofia Janelli (AZS AWF Wrocław) Magdalena Pawłowska (AZS AWF Warszawa)                   |
| Medalistki drużynowe    |                                                                                      |                                                                                              |                                                                                          |
| floret drużynowo        | KS AZS AWFiS Gdańsk Hanna Wojtaś Marta Jakubowska Amelia Olszewska Karolina Makowska | AZS AWF Warszawa Michalina Daniewska Aleksandra Jeglińska Dominika Wasilczuk Julia Włosińska | AZS AWF Poznań Martyna Synoradzka Martyna Jelińska Antonina Lachman Aleksandra Wieczorek |
| szabla drużynowo        | ZKS Sosnowiec Zuzanna Cieślar Julia Cieślar Gabriela Wójcik Angelika Wątor           | TMS Sosnowiec Karolina Hofman Zuzanna Lenkiewicz Amelia Siwek Zuzanna Porada                 | UKS Szabla Ząbki Amelia Kukla Daria Skonieczna Ewa Wasilewska Maria Więckiewicz          |
| szpada drużynowo        | AZS AWF Katowice Cecylia Cieślak Weronika Janicka Anna Roskosz Katarzyna Ślęzak      | RMKS Rybnik Alicja Klasik Gloria Klughardt Anna Mroszczak Kinga Zgryźniak                    | AZS AKF Kraków Czarny Barbara Brych Renata Knapik-Miazga Anna Polis Aleksandra Jarecka   |

### mężczyźni
| Konkurencja:           | Złoto:                                                                                      | Srebro:                                                                                   | Brąz:                                                                                 |
| Medaliści indywidualni |                                                                                             |                                                                                           |                                                                                       |
| floret                 | Jan Nowak (AZS AWF Poznań)                                                                  | Leszek Rajski (Wrocławianie)                                                              | Maciej Bem (AZS AWF Poznań) Mateusz Kozak (AZS AWFiS Gdańsk)                          |
| szabla                 | Krzysztof Kaczkowski (Zagłębiowski Klub Szermierczy)                                        | Benedykt Denkiewicz (UKS Szabla Ząbki)                                                    | Konstanty Kutek (MUKS Victor Warszawa) Olaf Stasiak (KKSz Konin)                      |
| szpada                 | Mateusz Antkiewicz (AZS AWF Katowice)                                                       | Damian Michalak (Piast Gliwice)                                                           | Mateusz Nycz (Piast Gliwice) Wojciech Lubieniecki (KS AGH Kraków)                     |
| Medaliści drużynowi    |                                                                                             |                                                                                           |                                                                                       |
| floret drużynowo       | Wrocławianie Andrzej Rządkowski Maxime Tarasiewicz Leszek Rajski Paweł Szumielewicz         | KS AZS AWFiS Gdańsk Adam Jakubowski Mateusz Kozak Mateusz Kwiatkowski Michał Siess        | AZS AWF Poznań Maciej Bem Szymon Pacholczyk Jan Nowak Adrian Wojtkowiak               |
| szabla drużynowo       | MUKS VICTOR Warszawa Marcel Broniszewski Mikołaj Grzegorek Konstanty Kutek Piotr Szczepanik | UKS Szabla Ząbki Benedykt Denkiewicz Aleksander Denkiewicz Michał Pardela Krzysztof Więch | KKSz Konin Szymon Mioduszewski Kacper Nowinowski Filip Radoch Olaf Stasiak            |
| szpada drużynowo       | Piast Gliwice Damian Michalak Mateusz Nycz Wojciech Rzyczniak Mikołaj Wesołowski            | AZS AWF Katowice Mateusz Antkiewicz Marcin Jabłoński Augustyn Kapias Wiktor Wałach        | KS AGH Kraków Stanisław Dziura Jan Kardaszewicz Hubert Klughardt Wojciech Lubieniecki |